# James Lubwama
James Lubwama (ur. 5 czerwca 1969) − ugandyjski bokser, złoty medalista mistrzostw Afryki w 1994.

## Kariera amatorska
W 1994 zdobył brązowy medal na mistrzostwach Afryki w Algierze. W finale kategorii półśredniej pokonał reprezentanta RPA Aubreya Segopę. W roku 1989, 1990, 1991 był mistrzem Ugandy w kategorii lekkopółśredniej. W 1992, 1993 oraz w 1994 zostawał mistrzem Ugandy w kategorii półśredniej.

## Kariera zawodowa
Na ringu zawodowym zadebiutował 3 października 1998. Do czerwca 2003 wygrał 15. walk z rzędu, pokonując m.in. Randy'ego Griffina. Na kolejne siedem walk, Lubwama wygrał tylko dwie. Ostatnią walkę stoczył 11 maja 2006, nokautując w trzeciej rundzie Andre Hemphilla.